# Euacasta zuiho
Euacasta zuiho is een zeepokkensoort uit de familie van de Archaeobalanidae.